# Aurelia Navarro
Aurelia Navarro Moreno Pulianas, Granada, 1882 - Córdoba, 9 de febrero de 1968) fue una pintora española.

## Biografía
Nació en la casa familiar en la Calle Mártires del municipio de Pulianas. Su padre, José Navarro González, era licenciado en medicina y su madre, Resurrección Moreno Olmedo, pertenecía a una familia adinerada, por lo que el hogar de la futura pintora disponía de una posición socioeconómica privilegiada.
Se formó recibiendo clases particulares, hay que tener en cuenta que en aquella época las mujeres no podían pintar al natural (desnudos), 
primero con el pintor granadino José Larrocha y más tarde con el cordobés Tomás Muñoz Lucena, que se instaló en Granada en 1901 como profesor de Dibujo del Instituto General y Técnico, 
ubicado en la calle San Jerónimo, 46, hoy el palacio alberga el Conservatorio de Música Victoria Eugenia de Granada.
A pesar de lo dicho por autores anteriores, no existe constancia documental alguna de haber sido pensionada en Madrid por la Diputación provincial de Granada para ampliar su educación artística.
Tenía 22 años la primera vez que participó en las Exposiciones Nacionales de Bellas Artes, recibiendo una mención honorífica por su obra Sueño tranquilo (1904) y en dos ocasiones con medalla, una con Retrato de señorita (1906) y otra con Desnudo femenino (1908); por esta última recibió muchos elogios y gran atención de la prensa por ser una de las primeras pintoras españolas que representó un desnudo femenino y además bajo una versión de la Venus en el espejo de Velázquez.
Para la experta en arte y estudiosa de la vida y obra de la pintora, Magdalena Illán, retratar un cuerpo femenino siendo mujer, tuvo consecuencias para Aurelia Navarro porque "Era un tema tabú para cualquier mujer en ese momento. Que una mujer pintara aquello se consideraba contrario a la moral" y para ella fue un acto de valentía.
Esta misma idea se confirma al tener en cuenta el contexto histórico, como señala la historiadora María Dolores Jiménez-Blanco que "Durante muchos años, las academias de arte no daban acceso a las mujeres a las clases de desnudos. Se consideraba que no estaban preparadas para eso. Para un hombre no era impúdico y para una mujer sí. Eso te dice hasta qué punto se las consideraba menos preparadas intelectualmente para confrontar un cuerpo desnudo". Con Desnudo Femenino, Navarro quiso demostrar que podía hacer lo mismo que el sistema artístico valoraba en un hombre.
Fue una de las primeras socias de la Asociación Española de Pintores y Escultores, y una de las 6 mujeres que fundaron la institución en 1910, donde había 180 varones.
En la historiografía artística se suele afirmar que Aurelia Navarro regresó a Granada por presiones familiares, pero lo cierto es que la pintora nunca se desplazó a Madrid con motivo de su participación en las Exposiciones Nacionales -según consta en los expedientes administrativos de dichos eventos consultados en el Archivo General de la Administración de Alcalá de Henares (Madrid)- ni fue copista en el Museo del Prado como se desprende de la consulta de los Libros de Copistas de dicha pinacoteca.  Continuó pintando en su ciudad natal y participó en cuatro exposiciones del Centro Artístico, Literario y Científico de Granada en los años 1908, 1914 y 1916.
Para Illán no queda claro si Aurelia Navarro entró en el convento por decisión propia o fue obligada a ello, porque con Desnudo femenino -que para ella es un autorretrato de la pintora- "Dinamitó todas las normas morales del momento. No encaja que posteriormente ingresara en un convento". En este sentido, Jiménez Blanco apuntó sobre lo sucedido que "el éxito artístico de una mujer se veía peligroso, es por eso por lo que los padres deciden que vuelva a Granada y la obligan a dejar su carrera. En lugar de apreciar el éxito, sus padres lo consideran inapropiado. Es muy revelador."
Aunque su maestro, Tomás Muñoz Lucena intentó convencer a la familia para que Aurelia Navarro siguiera formándose en Roma, no lo consiguió, porque su padre nunca aprobó la faceta artística de su hija.
Las presiones sociales y familiares la llevaron a una profunda crisis y a una progresiva pérdida de la inspiración artística. En 1923 decidió ingresar en la Congregación de las Adoratrices y redujo su producción artística a algunas obras religiosas.
Como religiosa estuvo en Roma, Madrid y Málaga y finalizó sus días en el convento de Córdoba, donde falleció.

## Estilo artístico
Su obra se centra en representaciones de figuras femeninas de corte intimista y su estilo se caracteriza por pincelada suelta y paleta suave.

## Obra
Magdalena Illán calcula que pintó un centenar de obras entre 1904 y 1916. Parte de su obra se ha perdido por la calidad de los materiales, pasteles y acuarelas principalmente. Otra parte está repartida entre familiares y descendientes de su hermano José. La Diputación de Granada posee el Desnudo femenino premiado en 1908 y la Casa Ajsaris muestra Pensativa en su colección.
Obras:
- Sueño tranquilo (1904)
- Joven con mantón (1905), Colección Ignacio Navarro
- Retrato de la señorita A. M. (1906)
- La merienda (1906)
- Una bacante (1906)
- Una artista (1906)
- Jugando con las gallinas en el carmen (1906)
- Desnudo femenino (1908), Diputación de Granada
- Estudio de figura con capuchina (1908)
- Retrato (1908)
- Desnudo (1908)
- El almuerzo (1908)
- Niñas haciendo flores
- Niña en el Carmen
- La Oración (1914)
- Santísimo sacramento (1915), Iglesia de Nuestra Señora del Perpetuo Socorro, Granada
- Éxtasis (1916)
- Retrato de María Micaela del Sacramento, fundadora de la Orden de las Adoratrices